# Liste der Monuments historiques in Sarcy
Die Liste der Monuments historiques in Sarcy führt die Monuments historiques in der französischen Gemeinde Sarcy auf.

## Liste der Objekte
| Bezeichnung                             | Beschreibung                           | Standort                     | Kennzeichnung | Schutzstatus | Datum | Bild |
| --------------------------------------- | -------------------------------------- | ---------------------------- | ------------- | ------------ | ----- | ---- |
| Skulptur Madonna                        | Stein, 15. Jahrhundert                 | in der Kirche St-Just (Lage) | PM51001009    | Classé       | 1915  |      |
| Skulptur Johannes der Täufer            | Stein, 14. Jahrhundert                 | in der Kirche St-Just (Lage) | PM51001010    | Classé       | 1980  |      |
| Skulptur Heiliger Franziskus von Assisi | Stein oder Holz, 19. Jahrhundert       | in der Kirche St-Just (Lage) | PM51003033    | Inscrit      | 1980  |      |
| Skulptur Erzengel Michael               | Stein, 15. Jahrhundert                 | in der Kirche St-Just (Lage) | PM51003031    | Inscrit      | 1980  |      |
| Skulptur einer heiligen Märtyrerin      | Stein, farbig gefasst, 16. Jahrhundert | in der Kirche St-Just (Lage) | PM51003032    | Inscrit      | 1980  |      |